# Hash Marihuana & Hemp Museum (Barcelona)
Hash Marihuana & Hemp Museum je muzeum nacházející se ve španělské Barceloně, které je věnované kultuře konopí. Bylo otevřeno 9. května 2012.

## Budova
Muzeum se nachází v Palau Mornau, paláci postaveném šlechtickou rodinou Santclimentů v 16. století. Stojí na adrese Carrer Ample 35 v Gotické čtvrti Barcelony. Na konci 18. století budovu koupil Josep Francesc Mornau, čestný válečný komisař Královských armád, a nechal ji zrenovovat. Na počátku 20. století palác zdědil Lluís de Nadal i Artós, synovec tehdejšího starosty Barcelony Josepa Marii de Nadal i Vilardagy, a pověřil katalánského architekta modernismu Manuela Raspalla rozšířením a rekonstrukcí budovy.
Jeho úpravy jsou patrné na fasádě pokryté umělým kamením, kovaných balkonech zdobených květinovými motivy a arkýřovém okně s vitráží. Místnosti byly vyzdobeny každá v jiném stylu. Podlahy, stropy, okna, stěny a nábytek (již ztracený) odpovídaly eklektickému vkusu počátku 20. století. Muzeum má celkovou plochu 482 metrů čtverečních.

## Historie
V roce 1985 otevřel Ben Dronkers v Amsterdamu Hash, Marihuana & Hemp Museum, první muzeum na světě věnované konopí. O několik let později otevřel pobočku v Barceloně. Muzeum představuje minulost, současnost i budoucnost rostliny konopí a zdůrazňuje, že konopí bude „penicilinem budoucnosti“ díky jeho využití v medicíně.

## Sbírka
Stálá sbírka muzea čítá více než 8 000 předmětů spojených s konopím. Od pěstování po konzumaci, od starověkých rituálů po moderní medicínu – všechny aspekty konopí v lidské kultuře jsou zde nějakým způsobem zastoupeny.

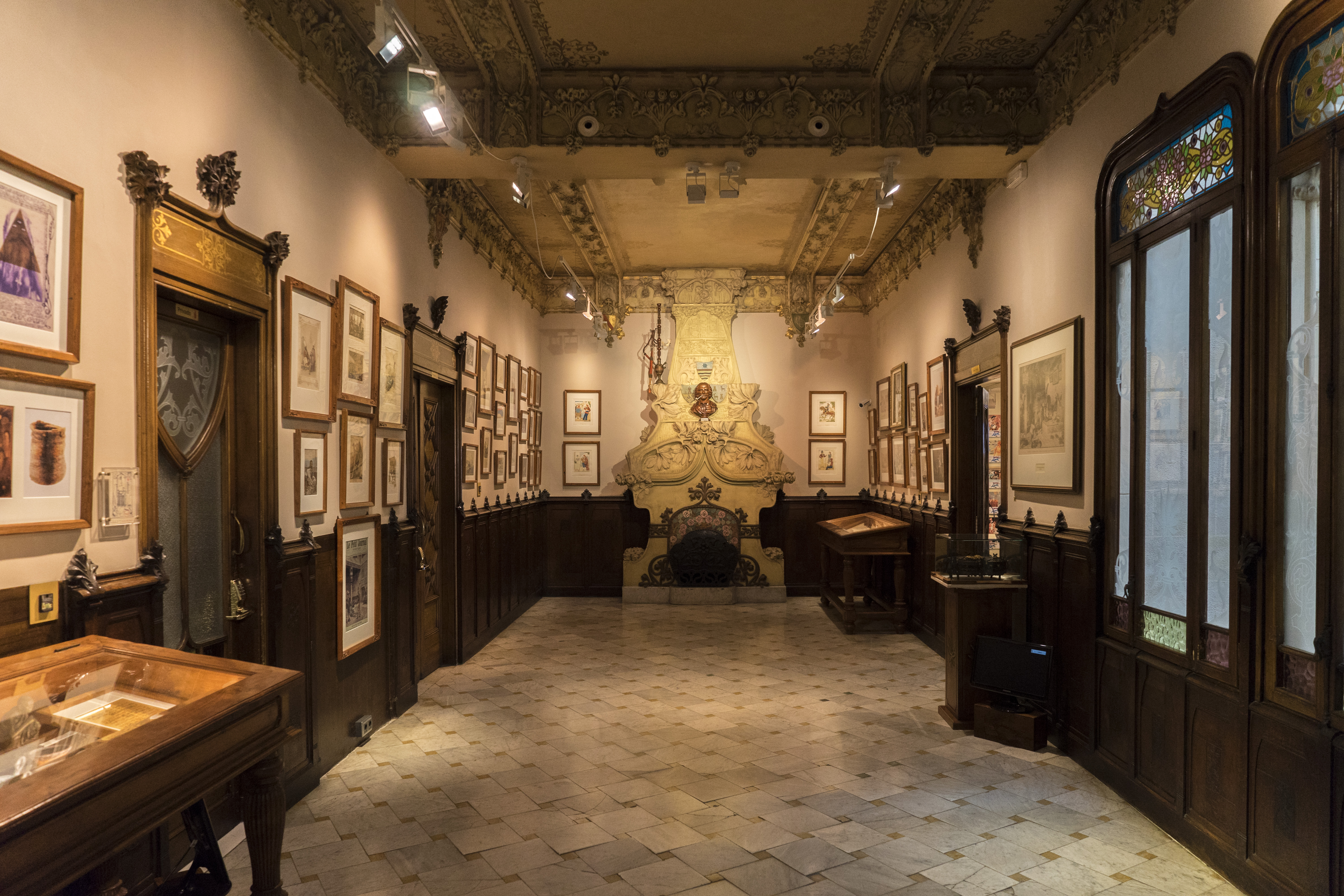
Místnost věnovaná historii
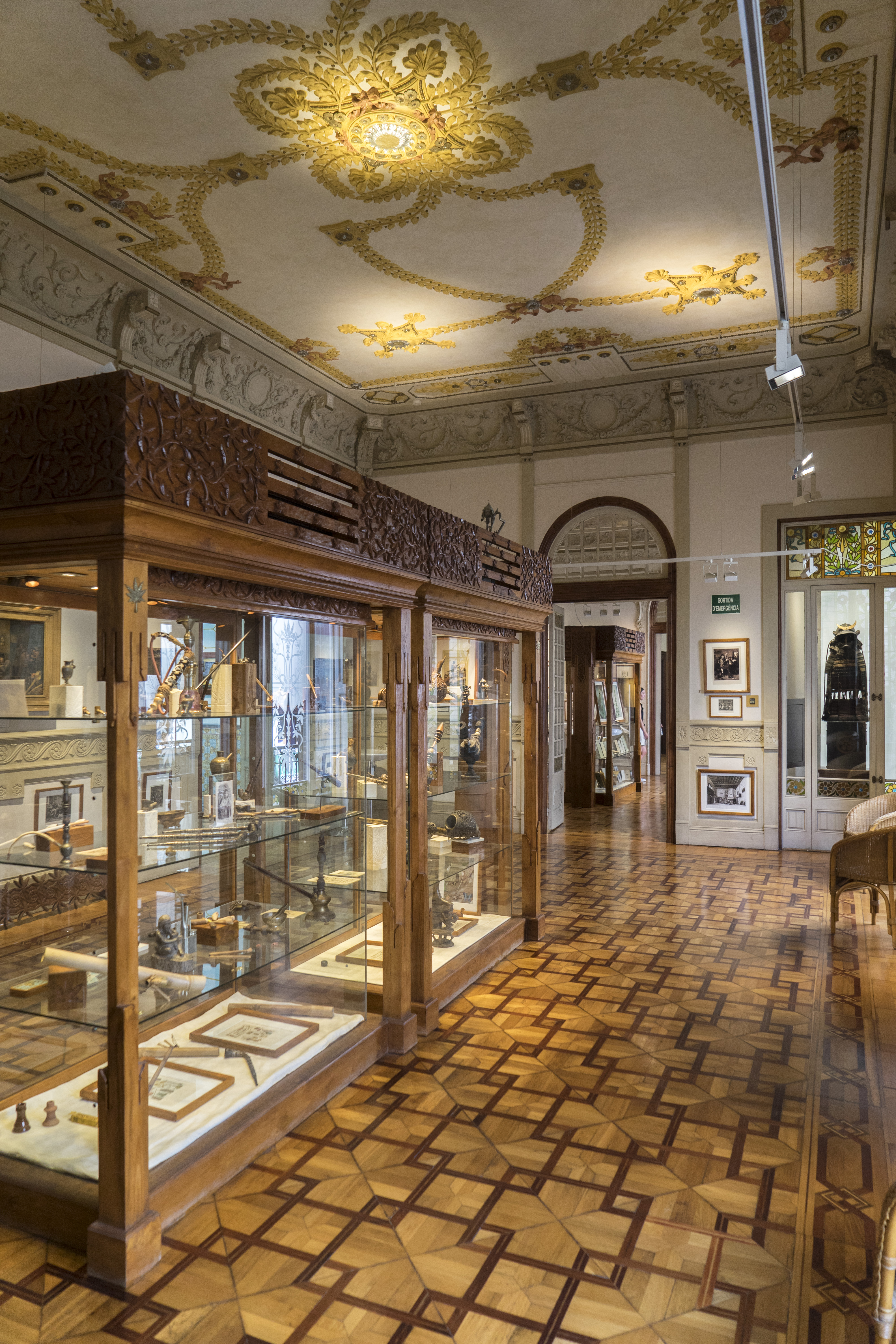
Místnost věnovaná konzumaci konopí
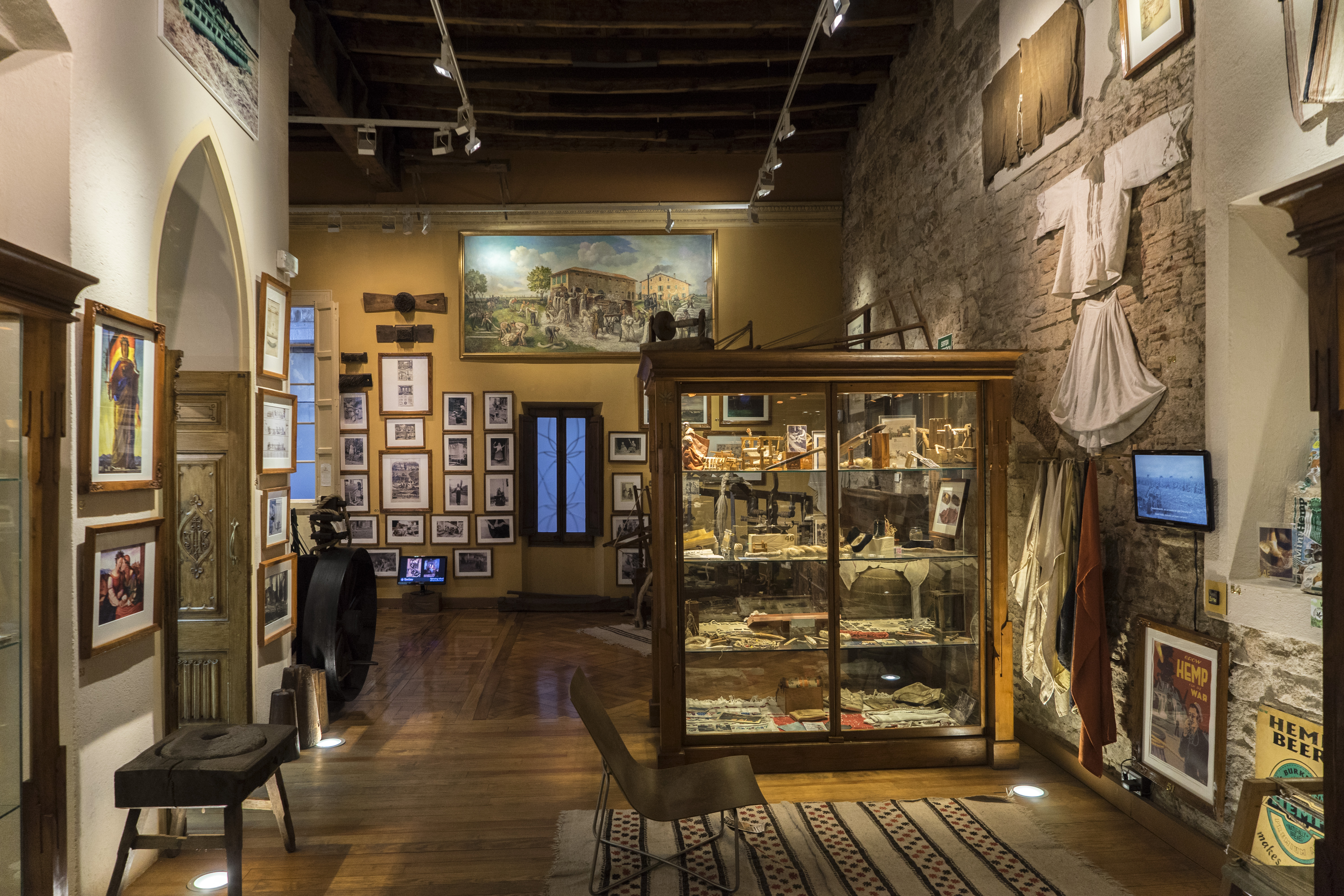
Místnost věnovaná produktům na bázi konopí